# Cinéma soudanais

Un clap aux couleurs du drapeau soudanais.

Le cinéma soudanais fait référence à la fois à l'histoire et au présent de la réalisation ou de la projection de films dans les cinémas ou les festivals de cinéma, ainsi qu'aux personnes impliquées dans cette forme de culture audiovisuelle du Soudan et à son histoire depuis la fin du XIXe siècle. Cette histoire s'inscrit d'abord dans le Soudan anglo-égyptien en 1897 et se développe avec les progrès de la technologie cinématographique au cours du XXe siècle.
Après l'indépendance en 1956, une nouvelle ère de production de documentaires et de longs métrages soudanais a vu le jour, mais les contraintes financières et le découragement du gouvernement islamique d'Omar el-Bechir ont entraîné le déclin du cinéma à partir des années 1990. Dans les années 2010, plusieurs initiatives de cinéastes soudanais, tant à Khartoum que dans la diaspora soudanaise, ont permis de relancer la réalisation de films et l'intérêt du public pour les séances de cinéma au Soudan. Depuis 2019, une nouvelle génération de cinéastes soudanais tels que Hajooj Kuka (ar), Amjad Abou Alala, Suhaib Gasmelbari (ar), Marwa Zein et Suzannah Mirghani (ar) ont attiré l'attention internationale.

## Histoire

### Soudan colonial (1897-1956)

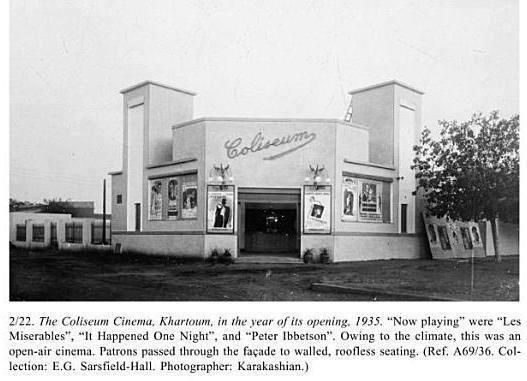
Le cinéma en plein air Coliseum à Khartoum, en 1935.

Le Soudan est l'un des premiers pays d'Afrique à avoir réalisé des films dans l'Empire britannique : John Benett-Stanford, un soldat devenu correspondant de guerre, a filmé les troupes britanniques en 1897, juste avant la bataille d'Omdurman. Ce film court et muet est projeté et vendu en Grande-Bretagne sous le titre Alarming the Queen's Company of Grenadiers Guards at Omdurman,. En 1912, les autorités coloniales britanniques réalisent un film documentaire sur la visite du roi George V et de la reine Mary dans le pays et le projettent dans des théâtres en plein air à Khartoum et à El Obeid. Au cours des premières années du XXe siècle, des cinéastes pionniers remontent le Nil du Caire à Khartoum et au-delà, tournant des films pour le public curieux de leur pays, par exemple un documentaire montrant Lord Kitchener en train d'inspecter ses troupes à Khartoum.

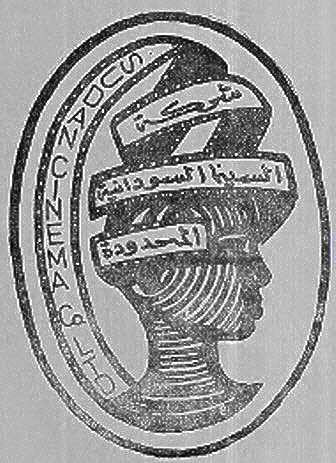
L'emblême de la Sudan Cinema Co Ltd., vers 1940.

En 1921, le film de guerre muet britannique Les Quatre Plumes blanches (en), dont l'histoire se déroule pendant la campagne anglo-égyptienne contre l'État mahdiste, est partiellement tourné au Soudan ; huit ans plus tard, le film muet américain Les Quatre Plumes blanches (1929) est produit pour Paramount Pictures, avec à nouveau quelques scènes tournées au Soudan ; La même histoire est reprise dans plusieurs films ultérieurs, dont Les Quatre Plumes blanches (1939), filmé sur place en Technicolor par Zoltan Korda, considéré comme le plus « le plus beau et le plus déchirant de tous les films à grand spectacle sur le désert ».
Dès la fin des années 1920, des hommes d'affaires grecs, qui avaient également été parmi les premiers photographes au Soudan, ont ouvert des cinémas pour les films muets à Khartoum. Des hommes d'affaires locaux ont ensuite fondé la Sudan Cinema Corporation, qui a ouvert des cinémas dans d'autres villes et distribué des films importés. Le magazine El Fajr comportait des pages hebdomadaires sur la science, la littérature et le cinéma.
Dans les années 1940, le gouvernement colonial a eu recours à des cinémas mobiles installés dans des camionnettes et des wagons des chemins de fer soudanais, afin d'essayer d'influencer la perception de la Seconde Guerre mondiale par le public local. Les fonctionnaires britanniques s'inquiétaient de la façon dont les Soudanais, comme les sujets coloniaux dans d'autres colonies, verraient les événements en Europe. Victoire du désert (1943), un film sur la campagne nord-africaine des Alliés contre le maréchal allemand Erwin Rommel et l'Afrika Korps, et Partners in Victory, un documentaire sur les Forces de défense soudanaises en Afrique du Nord, ont été projetés pour le public dans les capitales provinciales de tout le Soudan. Ces projections itinérantes présentaient des films de guerre et des courts métrages sur l'information gouvernementale et des thèmes éducatifs, réalisés par l'unité mobile de cinéma soudanais pour le public soudanais. C'est dans l'art visuel émergent du film documentaire que Gadalla Gubara, réputé avoir été le premier chef opérateur soudanais, a été formé pour la Colonial Film Unit (en), une organisation de production de films de propagande et d'éducation du gouvernement britannique.

### Des années 1950 aux années 1980
Lorsque le Soudan accède à l'indépendance en 1956, les nouvelles autorités créent la Sudan Film Unit, chargée de produire de courts documentaires éducatifs et des films d'actualité, diffusés à la fois dans les cinémas des grandes villes et dans des cinémas mobiles. Dans les années 1960, plus de 70 cinémas à Khartoum et dans d'autres grandes villes diffusent principalement des films indiens, égyptiens, américains ou italiens, mais aussi des actualités et des publicités. Malgré le nombre croissant de personnes pouvant s'offrir un téléviseur, la popularité du cinéma était considérable, comme en témoigne Cinema Cinema, une émission hebdomadaire de films sur la chaîne de télévision gouvernementale Sudan TV qui a débuté en 1962. En outre, un magazine en arabe intitulé Radio, télévision et théâtre est publié, avec un article sur le cinéma au Soudan dans son édition de 1978. À partir de la fin des années 1960, les femmes soudanaises se sont également impliquées professionnellement dans diverses activités de radio et de télévision : Wisal Musa Hasan a été la première chef opératrice de l'Unité cinématographique soudanaise, comme le montre un court documentaire tiré des archives de Mémoire du Soudan.
Dans un article sur l'essor et le déclin du cinéma dans la ville de Wad Madani, la popularité du « cinéma » est expliquée par son importance pour la vie culturelle publique, apportant un « souffle de liberté à la lumière de l'indépendance du pays ». Pour de nombreux citadins, les séances de cinéma étaient les seules formes publiques de divertissement à l'époque. Cela s'appliquait aussi bien aux personnes instruites qu'aux moins instruites, ainsi qu'aux femmes et aux jeunes filles, qui étaient admises en famille en compagnie de leurs congénères masculins.
Le premier long métrage réalisé au Soudan est Hopes and Dreams, réalisé en 1970 par Ibrahim Mallassy et tourné en noir et blanc, avec Rashid Mahdi comme directeur de la photographie. Par la suite, très peu de longs métrages sont réalisés, principalement en raison d'un manque de financement. Hussein Shariffe (en), peintre, poète et professeur à la faculté des arts de l'université de Khartoum, se fait connaître comme cinéaste à partir des années 1970. En 1973, il dirige la section cinéma du ministère de la Culture et de l'Information et réalise son premier film, The Throwing of Fire, un documentaire sur un rituel lié à la puissance du feu, célébré par la tribu Ingessana (en) dans le sud de l'État du Nil Bleu. Cette nouvelle expérience artistique l'incite à retourner au Royaume-Uni pour étudier le cinéma à la National Film and Television School. Jusqu'en 1997, Shariffe réalise plusieurs documentaires, par exemple The Dislocation of Amber, un documentaire poétique sur le port historique de Souakim sur la mer Rouge, ou Diary in Exile, un récit de la vie en exil des Soudanais en Égypte,. En reconnaissance de la production artistique de Shariffe, le Festival du film indépendant du Soudan (en), fondé en 2014, se tient chaque année à la date anniversaire de la mort de Shariffe.
Gadalla Gubara (en), le cinéaste soudanais dont l'œuvre est la plus vaste, avec plus de 100 documentaires et films d'actualité, a également produit des longs métrages, notamment l'histoire d'amour tribale Tajouje (en) en 1979. Sa fille, Sara Gadalla Gubara, qui a étudié le cinéma au Caire et a été formée par son père, l'a aidé dans sa société de production privée Studio Gad et est devenue la première femme cinéaste au Soudan. Le film de Sara, The Lover of Light (2004), est à la fois une métaphore de Gadalla Gubara et de son intérêt pour la mise en lumière de questions sociales par le biais du cinéma.

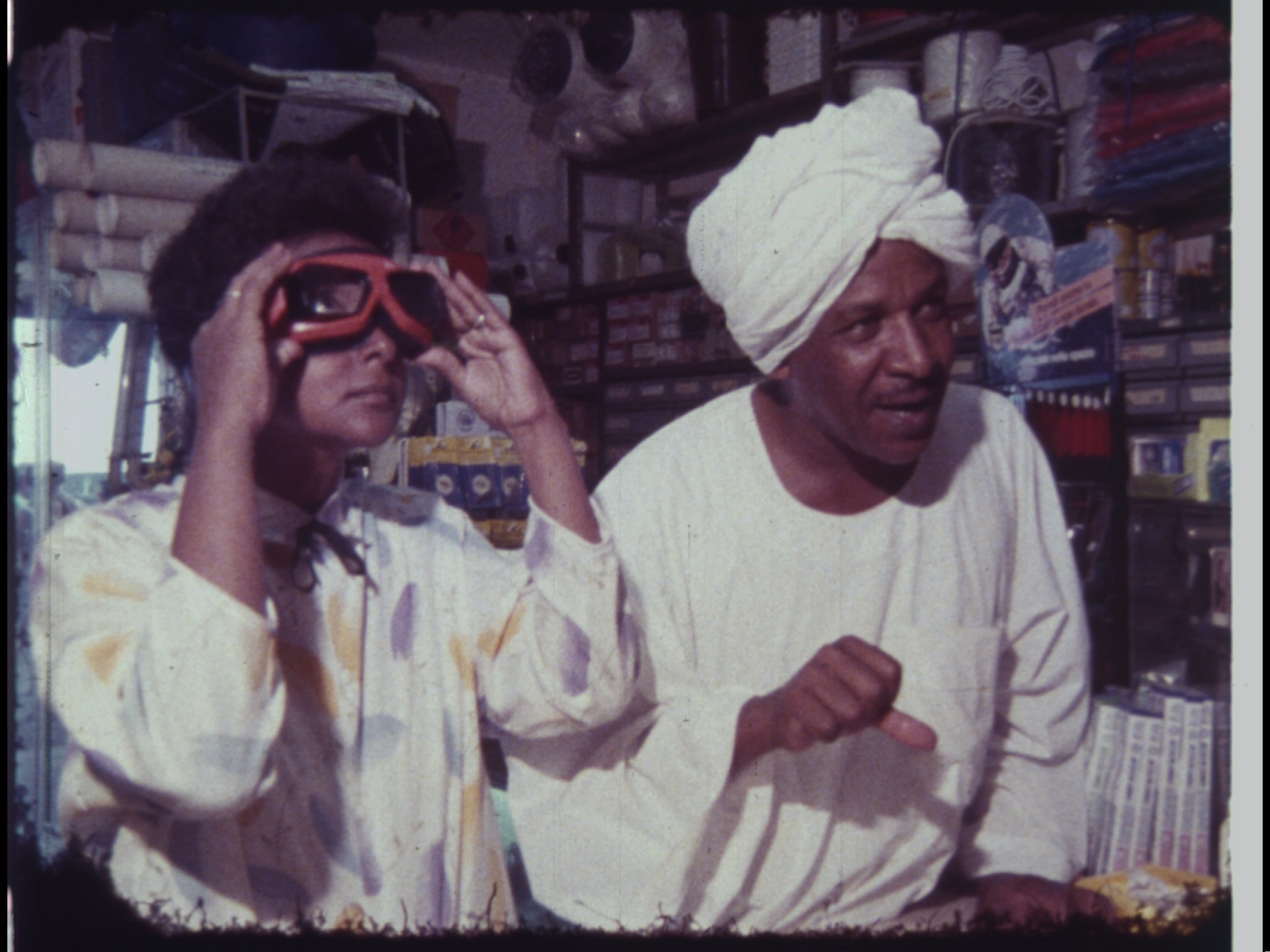
Gadalla Gubara et Sara Gubara dans le film Viva Sara (1984).

Créé en 1989, le Sudan Film Group (SFG) à Omdourman, une organisation à but non lucratif qui promeut les projections de films et l'industrie cinématographique locale, est composé de professionnels impliqués dans la réalisation de films, la production artistique et la communication pour le développement. Le SFG a produit des films, organisé des spectacles, des formations et des ateliers et a également projeté des films dans des cinémas désaffectés.

### Des années 1990 aux années 2000
Après le coup d'État militaire de 1989, le gouvernement islamique d'Omar el-Bechir a supprimé le cinéma, ainsi qu'une grande partie de la vie culturelle publique. En conséquence, la Sudanese Cinema Company a été dissoute et les écrans de cinéma du pays présentant des films hollywoodiens, bollywoodiens et arabes ont tous été fermés, puis mis en vente. L'ancien cinéma Coliseum, par exemple, est devenu une partie du quartier général de la police anti-émeute de Khartoum. Les films des années 1960, 1970 et 1980 sont devenus extrêmement rares, et ceux qui se trouvaient dans les archives nationales ont été enfermés et négligés. Jusque dans les années 2020, il n'y avait pas d'archives cinématographiques accessibles au public, et même les photographies de ces périodes sont dispersées dans tout le pays. Ces restrictions économiques et politiques, ainsi que l'essor de la télévision par satellite et d'Internet, ont conduit les gens à préférer regarder des films chez eux et ont privé les artistes soudanais de reconnaissance publique, de financement pour la production ou la distribution de films et, surtout, de liberté d'expression artistique.
Dans leur documentaire de 2017 intitulé Sudan's forgotten films, Suhaib Gasmelbari (ar) et Katharina von Schroeder ont dressé le portrait des deux derniers experts en cinéma soudanais, Awad Eldaw et Benjamin Chowkwan, qui tentent depuis 40 ans de s'occuper des Archives nationales du film. Les archives contiennent environ 13 000 films et sont gravement menacées par la négligence du gouvernement, les conditions météorologiques extrêmes et un mépris général pour les films historiques des premières décennies du pays depuis l'indépendance,.
Bénéficiant d'une plus grande marge d'expression, certains cinéastes d'origine soudanaise vivant à l'étranger ont réalisé des films indépendants sur leur pays, comme la cinéaste britannico-soudanaise Taghreed Elsanhouri (en). Ses documentaires Our Beloved Sudan, All about Darfur, Orphanage of Mygoma et Mother Unknown explorent à la fois la complexité de la société soudanaise et le point de vue de la réalisatrice en tant que membre de l'importante diaspora soudanaise,.

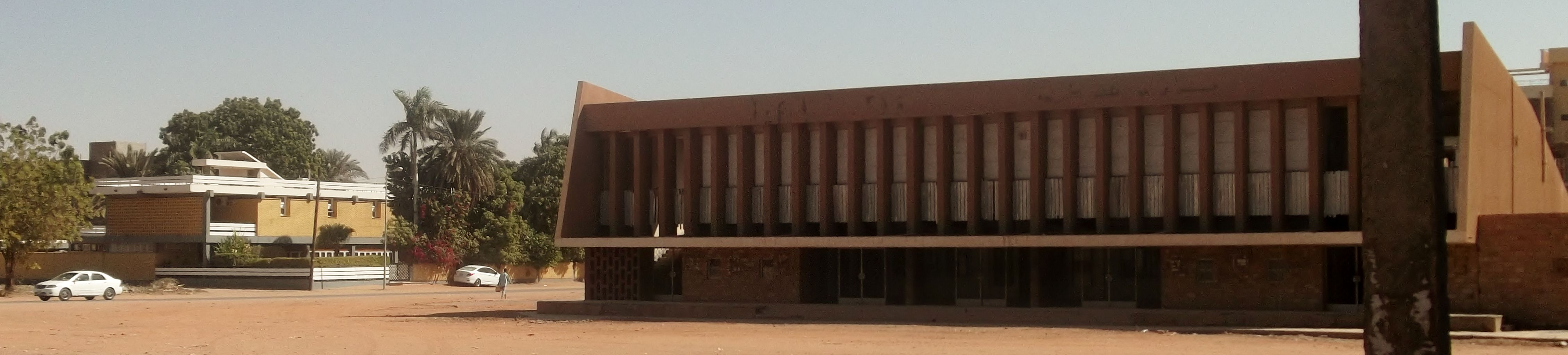
Le cinéma Alsafia à Bahri, en 2013

### Renouveau du cinéma soudanais depuis les années 2010

#### Un nouveau départ avec les productions numériques
Grâce à l'introduction d'équipements cinématographiques numériques, d'ateliers pour une nouvelle génération de cinéastes, de financements indépendants et d'une reconnaissance dans les festivals internationaux, les années 2010 ont vu plusieurs initiatives réussies pour rétablir les activités cinématographiques au Soudan. En 2013, la Sudan Film Factory a été fondée en tant qu'association indépendante pour la mise en réseau et la promotion du cinéma à l'intérieur et à l'extérieur du pays, et en 2014, le Festival du film indépendant du Soudan (en) a commencé ses éditions annuelles de plus en plus populaires,.
Comme il n'existe pas d'institution spécialisée dans la formation ou de financement public pour la production ou la présentation de films au Soudan, les cinéastes se sont concentrés sur les vidéos commerciales, d'entreprise, musicales ou de mariage, ou sur la distribution de leurs films en ligne. Certains travaillent en tant qu'indépendants pour des producteurs de médias internationaux. Pour les documentaires ou les longs métrages, qu'ils soient courts ou longs, ils dépendent exclusivement de financements privés ou étrangers et de la coopération. La Sudan Film Factory a aidé les cinéastes à obtenir des subventions et des prêts. D'autres entités privées offrent des subventions et des formations aux cinéastes soudanais, notamment des institutions telles que les antennes locales du Goethe-Institut et du British Council, l'Institut du cinéma de Doha (en), Filmmakers Without Borders (en) (FWB), le Fonds de développement du cinéma de la Deutsche Welle Akademie et le Fonds arabe pour la culture et les arts (arabe : الصندوق العربي للثقافة والفنون). L'« Initiative suisse » a également organisé des ateliers et des formations pour les cinéastes. Son projet est financé par l'Unesco, ainsi que par des cinéastes suisses et internationaux.
En 2014, le cinéaste soudanais Hajooj Kuka (ar), qui vivait alors à la fois au Soudan et à l'étranger, a réalisé un documentaire de renommée internationale sur les attaques incessantes de l'armée soudanaise contre la population des monts Nouba. Le film de Kuka, Beats of the Antonov (en), est un collage artistique sur la guerre, la musique et l'identité locale aux frontières méridionales du Soudan et n'a pas pu être projeté au Soudan sous le gouvernement de l'époque. En 2015, le réalisateur Mohammed Kordofani (en) a été distingué comme meilleur réalisateur par le prix international des arts de Taharqa pour son court métrage Gone for Gold. Son deuxième court-métrage, Nyerkuk (2016), reçoit de nombreuses distinctions, notamment le prix du Réseau des écrans arabes alternatifs (NAAS) aux Journées cinématographiques de Carthage, le prix du jury au Festival international du film arabe d'Oran et le prix de l'Éléphant noir au Festival du film indépendant du Soudan.

#### Cinéastes et films contemporains
En 2015, une partie des archives cinématographiques de Gadalla Gubara (ar) a été numérisée dans le cadre d'un projet de restauration de films germano-soudanais, ce qui a permis à ses documentaires sur la vie quotidienne à Khartoum dans les années 1960, ainsi qu'à son long métrage Tajouje, d'être montrés aux nouvelles générations à Khartoum et à l'étranger.
Le long métrage de 40 minutes Iman : Faith at the crossroads, réalisé et écrit par la cinéaste Mia Bittar, a été produit en 2016 avec le soutien du PNUD Soudan et présenté la même année au siège de l'ONU à New York ; Ce film inspiré de faits réels raconte quatre histoires de jeunes Soudanais, qui ont été attirés par le terrorisme,.
En 2019, le documentaire Talking about Trees (en) de Suhaib Gasmelbari (ar),, qui raconte l'histoire de trois cinéastes soudanais des années 1960 et le déclin du cinéma au Soudan, a été primé à la Berlinale et dans d'autres festivals internationaux,.

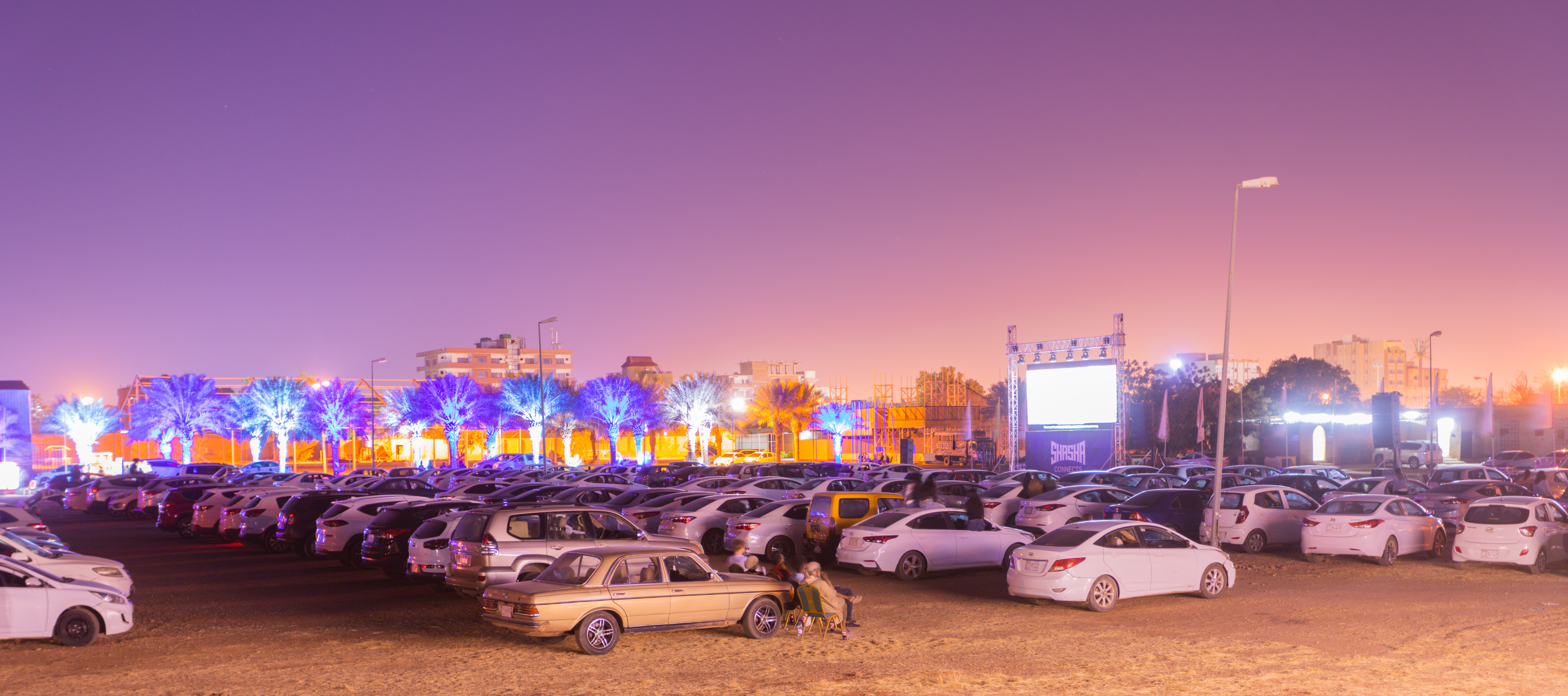
Ciné-parc au festival du film soudano-européen 2021

La même année, le long métrage Tu mourras à 20 ans d'Amjad Abou Alala, cinéaste soudanais situé à Dubaï, a remporté le « Lion du Futur » lors des Giornate degli autori, une section du festival du film indépendant organisée en association avec la prestigieuse Mostra de Venise.
Marwa Zein est une réalisatrice soudanaise qui a étudié la mise en scène en Égypte et en Allemagne. Son documentaire Khartoum Offside raconte l'histoire de la première équipe féminine soudanaise de football à Khartoum ; le film a été présenté en première mondiale à la Berlinale 2019 et a remporté des prix dans d'autres festivals internationaux.
Au début des années 2010, Issraa El-Kogali (en), scénariste, réalisatrice et productrice suédo-soudanaise basée à Stockholm, a commencé à se faire connaître pour ses installations multimédias et ses films, principalement axés sur son pays natal, le Soudan. En 2010, elle a réalisé son premier documentaire, In Search of Hip Hop, sur la culture hip-hop soudanaise. En 2020, elle produit et écrit le court métrage de fiction primé A Handful of Dates, basé sur la nouvelle du même nom de l'écrivain soudanais Tayeb Salih. Dans Goodbye Julia of 2023 de Mohamed Kordofani, El-Kogali collabore en tant que coproductrice.
Suzannah Mirghani (ar), qui réalise des courts métrages depuis 2011, s'est fait connaître au niveau international grâce à son sixième court métrage, Al-Sit (ar). Le film a remporté 23 prix internationaux, dont trois prix qualificatifs pour les Oscars 2021. Lors du Festival du film africain de Louxor 2021, l'acteur soudanais Al-Tayeb Al-Hadi Al-Tayeb a reçu une « mention spéciale » pour son rôle dans le court-métrage Listen To My Dance, réalisé par Alyaa Sirelkhatim.
Toujours en 2021, le film documentaire L'Art du péché (ar), écrit et réalisé en Norvège et au Soudan par Ibrahim Mursal, qui a grandi au Soudan, explore l'enthousiasme ressentie par la communauté LGBT soudanaise à travers l'expérience de son protagoniste Ahmed Umar (ar). Le film a été présenté en première au Festival international du film de Bergen en 2020 et a eu sa première au Royaume-Uni en août 2022, mais n'a pas encore été montré au Soudan.
En novembre 2022, le documentaire Heroic Bodies de Sara Suliman est présenté pour la première fois au public lors du Festival international du film documentaire d'Amsterdam (IDFA). Inspiré par la thèse de la réalisatrice à l'École des études orientales et africaines de l'Université de Londres et couvrant l'histoire sociale soudanaise de l'époque coloniale à la fin du XXe siècle, le film étudie « comment le corps humain a été utilisé comme moyen de résistance contre l'État, le patriarcat et l'oppression coloniale »,.
En avril 2023, Goodbye Julia, du cinéaste soudanais Mohamed Kordofani, est devenu le premier film soudanais à remporter le Prix de la Liberté dans la section Un certain regard du Festival de Cannes 2023. Il s'agit également du premier long métrage produit par Station Films, une société de production soudanaise fondée par Amjad Abou Alala et Mohamed Alomda.

#### Renouvellement des séances de cinéma publiques
Début 2021, dans le cadre des mesures de distanciation sociale prises pendant la pandémie de Covid-19, le British Council de Khartoum et des sponsors locaux ont organisé un festival du film européen et soudanais dans un ciné-parc en plein air, présentant ainsi des séances de cinéma d'une manière nouvelle. Ce format de festival du film euro-soudanais a été répété en juin 2022, avec la projection de nouveaux films de cinéastes soudanais en devenir. En mai 2022, le cinéma Bono, le « premier cinéma international » du Soudan, a commencé à projeter des films étrangers actuels à Khartoum, avec une capacité d'accueil de plus de 300 places.